# École préparatoire en sciences économiques, commerciales et sciences de gestion de Constantine
 (juin 2015).
Si vous disposez d'ouvrages ou d'articles de référence ou si vous connaissez des sites web de qualité traitant du thème abordé ici, merci de compléter l'article en donnant les références utiles à sa vérifiabilité et en les liant à la section « Notes et références ».
L'École préparatoire en sciences économiques, commerciales et sciences de gestion de Constantine est un établissement public algérien sous tutelle du  Ministère de l'Enseignement Supérieur et de la Recherche Scientifique. 

## Création
Elle a été créée par décret exécutif le 28 juillet 2010 dans le cadre de la réforme de l'Enseignement supérieur ayant trait à la création des écoles préparatoires et des écoles nationales supérieures.

## Mission
L'École a pour mission d'assurer à ses étudiants une formation de qualité les préparant au concours national d'entrée aux écoles nationales supérieures de commerce, d'économie et de gestion, en l'occurrence :
- L'École Nationale Supérieure de Commerce d'Alger (ESC) ;
- L'École Nationale Supérieure des Hautes Études Commerciales d'Alger (HEC) ;
- L'École Nationale Supérieure en Statistiques et Économie Appliquée d'Alger (ENSSEA).

La formation à l'École Préparatoire dure deux années. Elle est complétée par trois années de spécialité dans l'une des trois écoles susnommées. À l'issue de ces cinq années d'étude, l'étudiant obtient le diplôme de Master.